# Мечеть Гаджи-Новруз-Али-бека
Мечеть Гаджи-Новруз-Али-бека (арм. Հաջի-Նովրուզ-Ալի-բեկի մզկիթ; азерб. Novruzəli bəy məscidi) — не сохранившаяся мечеть в квартале  Шаар Еревана.
Мечеть Гаджи-Новруз-Али-бека по своему плану была похожа на другую мечеть в этом квартале — Зал-хана.
На сегодняшний день в Ереване есть только одна действующая мечеть — Голубая мечеть.